# Altea (personaggio)
Altea di Vallenberg è un personaggio immaginario della serie a fumetti Diabolik, creato dalle sorelle Giussani. Il personaggio è la vedova del duca di Vallenberg (cugino del re del Beglait) e compagna dell'ispettore Ginko. Enzo Facciolo, il creatore grafico di Altea, ha dichiarato di essersi ispirato al volto dell'attrice francese Capucine per realizzare quello della duchessa di Vallenberg.

## Il personaggio

### Concezione e sviluppo
Due anni dopo la creazione di Diabolik, Angela e Luciana Giussani avevano completato il processo di caratterizzazione di Ginko, che aveva via via acquisito una maggior profondità e da semplice antagonista era diventato un vero e proprio comprimario. Si rese così necessaria la creazione di una sua controparte funzionale alle trame dei singoli albi e, al contempo, della sua biografia. Nei primi numeri questo ruolo era sostenuto da Gustavo Garian, personaggio tuttavia poco versatile: il giovane era infatti utile come confidente e amico di Ginko, ma poco adatto a coadiuvarlo nelle scene d'azione. Le Giussani decisero così di creare un interesse amoroso stabile per l'ispettore, com'era Eva Kant per Diabolik.
Ginko aveva in effetti già avuto una donna, Esmeralda Radié, comparsa nel numero 5 della serie, Il Genio del Delitto (1963); il personaggio non aveva però incontrato il favore dei lettori, che l'avevano giudicata troppo debole e incline al pianto per un uomo d'azione come Ginko. Esmeralda apparve per l'ultima volta nel numero 8, Sepolto vivo!, nel quale l'ispettore si rende conto che la lotta contro Diabolik non gli lascia spazio per l'amore di una donna. Le Giussani cominciarono tuttavia a concepire un personaggio femminile ben diverso da Esmeralda: una donna nobile e di classe (come Eva), con una profonda tempra morale (come Ginko) e predisposta all'azione, in modo da poter accompagnare Ginko nelle missioni (al contrario di quanto accaduto con Gustavo ed Esmeralda). Le due sorelle ritennero tuttavia opportuno evitare di rendere il personaggio una presenza fissa, per non rischiare di appesantire eccessivamente le trame che avevano Ginko come protagonista. Fu così concepita Altea, duchessa del fittizio stato del Beglait, ispirato al Belgio e confinante con quello in cui agiva Diabolik (all'epoca ancora senza nome); la distanza e il ceto sociale alto rendevano possibile far "sparire" il personaggio in caso di bisogno, senza dare troppe spiegazioni. Come modello grafico, fu scelta l'attrice francese Capucine.

### Biografia
Altea Von Waller è figlia di un ammiraglio del Beglait che, in seguito agli attacchi terroristici del gruppo sovversivo dei Corvi Grigi, decise di diventare infermiera volontaria. In quei giorni conobbe il duca di Vallenberg Federico, che diventerà suo marito e da cui prenderà il titolo nobiliare. Dopo alcuni mesi dal matrimonio il duca morì divorato da uno squalo durante una battuta di pesca subacquea. Rimasta vedova, Altea conosce l'ispettore Ginko a seguito di un furto di gioielli nel suo castello, luogo di incontro fra Diabolik e alcuni governanti che si dovevano mettere d'accordo per il furto di alcuni gioielli. Diventa così una collaboratrice di Ginko a cui salva la vita e finendo per innamorarsi di lui, ma a causa della differenza di lignaggio la loro relazione resterà a lungo nascosta. Diventerà quindi confidente di Ginko, sostituendosi progressivamente a Gustavo Garian; a differenza di quest'ultimo, talvolta affiancherà Ginko in missione.
Parecchi anni dopo, Federico tornerà a sorpresa nel Beglait, rivelando di aver finto la propria morte per poter operare in segreto cotnro i Corvi Grigi; poiché il matrimonio con Altea non è mai stato annullato, la duchessa è costretta a lasciare Ginko e tornare col legittimo marito. Insospettita dalla sua ricomparsa improvvisa, Altea scoprirà che Federico è in realtà il capo dei Corvi Grigi, e che la sua finta morte era servita a proseguirne le attività in incognito. Federico verrà ucciso da Diabolik per vendetta, poiché in passato era stato catturato e torturato dai Corvi Grigi.
Altea ha un rapporto altalenante con Diabolik ed Eva Kant: si trova spesso a collaborare con loro, specialmente se c'è in ballo la vita di Ginko; non sono mancate tuttavia occasioni di scontro diretto, durante le quali Altea è stata vittima o prigioniera dei due criminali. Viceversa, a volte la duchessa ha aiutato Ginko a tenere sotto scacco la coppia di delinquenti.
Altea è stata vittima di uno stupro . Benché all'inizio ne rimanga sconvolta e perseguitata da incubi, non riporta traumi emotivi a lungo termine, grazie anche al supporto di Ginko. In questa occasione Diabolik, che aveva rapito Ginko per portare a termine un colpo, una volta saputo della violenza subita da Altea libera il suo nemico, perché stia accanto alla sua amata: è un momento importante sia per la caratterizzazione di Altea, donna forte e reattiva, che per quella di Diabolik, ladro con definiti principi morali. Altea riuscirà in seguito a identificare il suo aguzzino e ottenere giustizia.
In occasione del matrimonio di una sua cugina, Altea rimane vittima di un attentato dinamitardo, riportando gravi ferite e arrivando a un passo dalla morte; poco prima di perdere i sensi chiede e ottiene di sposare Ginko. In seguito la duchessa si ristabilisce completamente, ma il matrimonio con Ginko viene invalidato perché si scopre che l'ispettore era Diabolik, sostituitosi a lui con una delle sue maschere per effettuare un colpo.
Anni dopo è Ginko a rimanere vittima di un attentato. Altea giunge a collaborare con Diabolik per rintracciare il suo killer. Una volta ripresosi, Ginko scopre la verità e rimprovera aspramente Altea, che, sentendo il proprio amore incompreso e capendo che per Ginko conta più la sua lotta contro il criminale che la loro felicità, esce dalla vita del poliziotto per un certo periodo. Durante la loro separazione (durata dal 2008 al 2010), l'ispettore riceve le attenzioni di Milay, un'affascinante collega, ma le rifiuta perché si rende conto di amare ancora Altea. Tuttavia la duchessa si rende irrintracciabile e i due rimangono soli fino a che non si reincontrano nel corso di una missione. Dopo questa avventura, Ginko e Altea tornano insieme: dapprima i due hanno un rapporto cauto, meno intenso di un tempo; episodio dopo episodio tornano ad essere la coppia forte di prima, e Ginko arriva anche a comprendere i motivi che hanno spinto Altea a collaborare con il suo acerrimo nemico.

## Elenco delle storie dove compare il personaggio

### Diabolik
- Il grande ricatto (10 ottobre 1964)
- Il pugnale cinese (10 novembre 1964)
- Ore d'angoscia (15 marzo 1965)
- L'ombra nella notte (31 maggio 1965)
- Catena di delitti (27 dicembre 1965)
- La notte dei delitti (16 maggio 1966)
- I sette cobra (14 novembre 1966)
- Notte di sangue (29 maggio 1967)
- Nelle mani della giustizia (21 agosto 1967)
- Ore di terrore (8 gennaio 1968)
- La lunga notte (23 dicembre 1968)
- Tragico incontro (14 aprile 1969)
- Brivido mortale (16 marzo 1970)
- Ginko muore (2 agosto 1970)
- All'ultimo istante (1º febbraio 1971)
- Colpo all'ippodromo (24 maggio 1971)
- Ricordo d'Altea (16 agosto 1971)
- La lunga fuga (13 settembre 1971)
- Tragico equivoco (22 maggio 1972)
- Dietro la porta chiusa (26 febbraio 1973)
- Ginko incriminato (23 luglio 1973)
- Il tesoro inafferrabile (4 gennaio 1975)
- Sfida alla polizia (9 giugno 1975)
- La cavia umana (17 gennaio 1977)
- Agguato al rifugio (31 luglio 1978)
- Colpo tragico (15 gennaio 1979)
- Al limite dell'impossibile (1º luglio 1981)
- Altea sapeva troppo (1º settembre 1983)
- Delitti senza motivo (1º febbraio 1984)
- Sangue per un quadro (1 agosto 1984)
- Appuntamento con la vendetta (agosto 1985)
- La tratta delle bianche (1º febbraio 1986)
- Una talpa nella polizia (1º maggio 1988)
- Un aiuto imprevisto (1º agosto 1988)
- Diabolik deve morire (1º settembre 1988)
- L'ultima mossa (1º agosto 1989)
- A mani vuote (febbraio 1990)
- L'ombra della morte (1º luglio 1994)
- Violenza carnale (1º dicembre 1994)
- Eroina per Ginko (1º gennaio 1996)
- Altea ti ucciderò! (1º settembre 1996)
- La morte dolce (1º maggio 1997)
- Nemici alla pari (1º giugno 1997)
- Lotta col tempo (1º luglio 1997)
- Capo d'accusa omicidio (1º aprile 1998)
- La morte bussa due volte (1º febbraio 1999)
- Nessuno è quel che sembra (1º marzo 1999)
- Il colpo del 2000 (1º gennaio 2000)
- Beffa a Diabolik (1º marzo 2001)
- Il nero vince (1º maggio 2001)
- Trappola per Ginko (1º novembre 2001)
- La rivale di Altea (1º dicembre 2001)
- Le tre ninfe (1º giugno 2002)
- Quando tutti mentono (1º agosto 2004)
- Soldi sporchi (1º dicembre 2004)
- In ostaggio! (1º agosto 2005)
- La resa di Ginko (1º luglio 2006)
- La donna sbagliata (1º marzo 2007)
- Appuntamento al buio (1º maggio 2010)
- False alleanze (1º giugno 2011)
- Ottocento lacrime di ghiaccio (1º ottobre 2013)
- Scomparsi (1º febbraio 2014)
- Il coraggio di Altea (1º ottobre 2014)
- Il bracciale perduto (1º aprile 2015)
- Complesso di colpa (1º gennaio 2016)
- Due piani infallibili (1º novembre 2016)
- Altea non risponde (1º agosto 2017)
- La prova decisiva (1º luglio 2018)
- Danni collaterali (1º maggio 2020)
- Il tormento di Altea (1º aprile 2021)
- La scelta di Altea (1° settembre 2023)
- Fiori d'arancio (1° dicembre 2024)

### Il Grande Diabolik
- Un tesoro rosso sangue (luglio 1997)
- Diabolik e Ginko: tempesta di ricordi (luglio 2000)
- Matrimonio in nero (luglio 2002)
- Per la testa di Diabolik (luglio 2003)
- I misteri di Vallenberg (aprile 2007)
- Un killer per Ginko (luglio 2008)
- Il ritorno di Gustavo Garian (luglio 2012)
- Addio mia amata complice (luglio 2013)
- La colpa di Gustavo Garian (aprile 2015)

### Volumi Astorina
- Una duchessa di nome Altea (2002)

## Altri media

### Cinema
- Altea debutta al cinema nel 2022 nel film Diabolik - Ginko all'attacco! diretto dai Manetti Bros. e secondo capitolo della trilogia dei due registi, dove ha il volto di Monica Bellucci. Nel film Altea arriva a Clerville mentre Ginko sta dando la caccia al Re del Terrore e, come nei fumetti, è l'amante segreta dell'ispettore.
- Nel 2023 Monica Bellucci riprende il ruolo di Altea nel film Diabolik - Chi sei?, nuovamente diretto dai Manetti Bros. Nel film, come nella controparte a fumetti, si allea con Eva Kant per salvare Ginko. Nell'epilogo, la loro relazione viene resa pubblica.

### Musica
- Ad Altea è dedicato un eponimo brano del gruppo musicale Bolero, contenuto nell'album Diabolik (2012).[9]